# Rob Delaney
Rob Archer Delaney (Boston, 19 gennaio 1977) è un comico, attore e scrittore statunitense.
È ampiamente conosciuto come co-protagonista e co-sceneggiatore dello show televisivo Catastrophe, nonché per ruoli secondari in film d'azione e commedia di successo come Deadpool 2 (2018), Fast & Furious - Hobbs & Shaw (2019) e Deadpool & Wolverine (2024).

## Biografia
Delaney è cresciuto a Marblehead, nel Massachusetts. Ha frequentato la Tisch School of the Arts della New York University e si è laureato in teatro musicale nel 1999.

### Twitter
Delaney è arrivato per la prima volta all'attenzione del pubblico via Twitter, su cui ha iniziato a pubblicare post nel 2009. Nel 2016, Delaney contava oltre 1,2 milioni di follower. Mentre altri comici erano titubanti nel condividere il loro materiale sui social media, Delaney è considerato uno dei primi a utilizzare i social media per pubblicare battute. Delaney attribuisce allo scrittore e regista di commedie Graham Linehan la sua crescente popolarità dopo che Linehan ha iniziato a rispondere ai tweet di Delaney.
Nel 2010 la rivista Paste ha nominato Delaney una delle dieci persone più divertenti su Twitter.  Nel maggio 2012 è diventato il primo comico a vincere il "Personniest Person on Twitter Award" ai The Comedy Awards ospitati da Comedy Central.

### Scrittore
Delaney ha scritto diversi articoli per Vice e The Guardian.
Il suo libro Rob Delaney: Mother. Wife. Sister. Human. Warrior. Falcon. Yardstick. Turban. Cabbage. è stato pubblicato da Spiegel & Grau nel novembre 2013.

### Attore

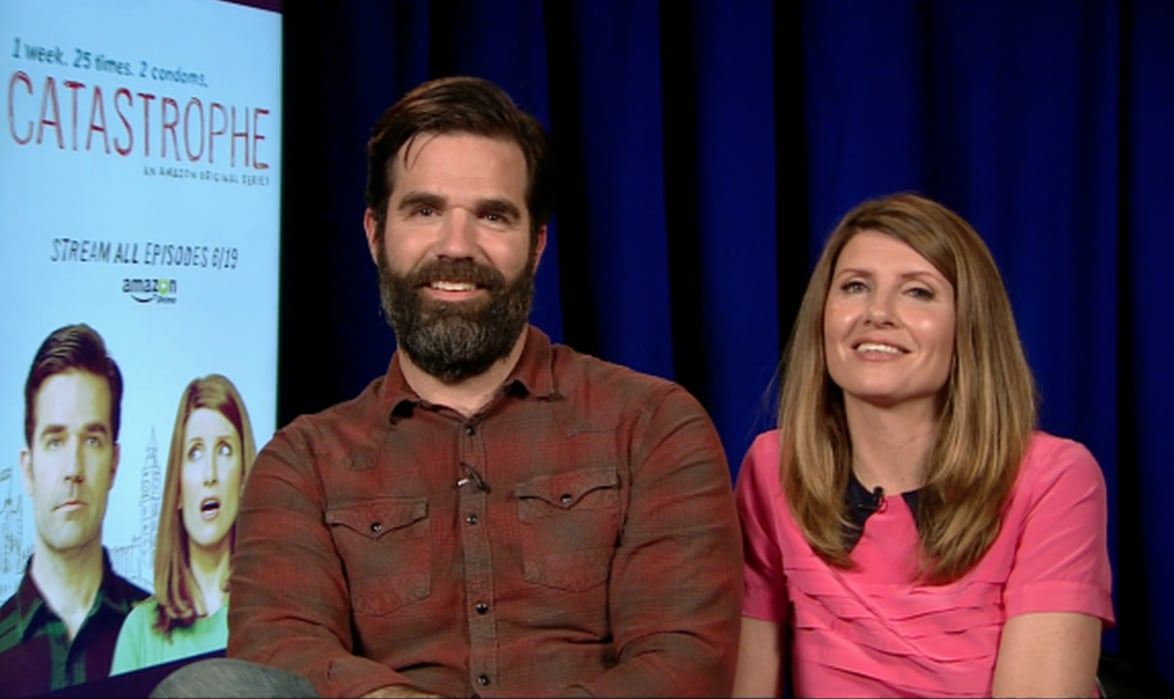
Rob Delaney e Sharon Horgan intervistati in merito a Catastrophe nel 2015

Nel dicembre 2011 la Comedy Central ha annunciato che Delaney avrebbe girato un pilota per uno spettacolo di varietà, chiamato "@RobDelaney". Tuttavia, la serie non è mai stata prodotta.
Invece, Delaney è passato a scrivere e recitare insieme a Sharon Horgan in Catastrophe, che ha iniziato a essere trasmesso nel Regno Unito il 19 gennaio 2015 su Channel 4. Ha debuttato negli Stati Uniti su Amazon a giugno 2015. Ora ci sono tre stagioni su Amazon e lo spettacolo è stato rinnovato per un quarto. La quarta stagione si conferma la finale della serie. Channel 4 ha trasmesso l'episodio conclusivo il 12 febbraio 2019, mentre Amazon ha annunciato la data di uscita negli Stati Uniti il 15 marzo dello stesso anno. La serie gli è valsa la sua unica nomination agli Emmy, per "Outstanding Comedy Writing"
Da quando si è trasferito nel Regno Unito nel 2014, Delaney è apparso in diversi panel britannici, tra cui Have I Got News for You, Would I Lie to You?, 8 Out of 10 Cats Does Countdown, The Big Fat Quiz of the Year e Room 101. Nel film Deadpool 2, Delaney ha interpretato Peter, un uomo di mezza età, che non ha poteri e si unisce alla X-Force di Deadpool. Come parte della promozione del film, è stato lanciato un account Twitter a nome di Peter. Nel 2024 tornerà a interpretare il personaggio nel sequel Deadpool 3 .

## Vita privata
Delaney, americano di origine irlandese, è sposato cin Leah Delaney e i due hanno quattro figli, uno dei quali è morto nel gennaio 2018. Nel febbraio 2018, Delaney ha condiviso pubblicamente che il figlio Henry era morto, all'età di due anni e mezzo, il mese prima, dopo essergli stato diagnosticato un tumore al cervello nel 2016 e aver ricevuto un ampio trattamento. Il quarto figlio della coppia è nato nell'agosto 2018. Delaney e la sua famiglia vivono a Londra.
Delaney ha condiviso pubblicamente la sua esperienza con la depressione e l'alcolismo. Nel 2002, Delaney ebbe un blackout mentre guidava ed andò con la sua auto contro un edificio di proprietà del Dipartimento dell'Acqua e dell'Energia di Los Angeles. Nell'incidente, si è rotto il polso sinistro e il braccio destro e si è tagliato entrambe le ginocchia fino all'osso. Ciò spinse Delaney a smettere di bere.
Delaney è un socialista democratico e spesso scrive di questioni politiche. Ha detto che sceglie i candidati alla presidenza basandosi principalmente sulle loro politiche in materia di istruzione e assistenza sanitaria, ragionando: "Rendi più facile per i tuoi cittadini essere sani e intelligenti e ti salveranno in modi che non hai ancora immaginato." Ha sostenuto Bernie Sanders nelle primarie democratiche del 2016 e ha votato per Hillary Clinton nelle successive elezioni generali. Dopo che Donald Trump fu eletto presidente, Delaney si unì ai Democratic Socialists of America, alla National Association for the Advancement of Colored People e all'American Civil Liberties Union.
Nel giugno 2017, Delaney ha appoggiato il Partito Laburista alle elezioni generali del Regno Unito. Nel novembre 2018 ha sostenuto una petizione organizzata dal gruppo della campagna laburista Momentum che invita i parlamentari laburisti a votare contro l'accordo di recesso dell'UE che era stato negoziato dal governo di Theresa May.
Delaney è stato il primo presentatore del programma CBeebies Bed Time Stories a raccontare una storia con il linguaggio Makaton, che usava per comunicare con il suo defunto figlio Henry.
Nel febbraio 2019 Delaney ha appoggiato il senatore Bernie Sanders nella sua seconda campagna presidenziale.
Delaney è un ateo.

## Filmografia parziale

### Cinema
- Wild Girls Gone, regia di John Ennis (2007)
- Life After Beth - L'amore ad ogni costo (Life After Beth), regia di Jeff Baena (2014)
- Deadpool 2, regia di David Leitch (2018)
- Attenti a quelle due (The Hustle), regia di Chris Addison (2019)
- Fast & Furious - Hobbs & Shaw (Fast & Furious Presents: Hobbs & Shaw), regia di David Leitch (2019)
- Last Christmas, regia di Paul Feig (2019)
- Bombshell - La voce dello scandalo (Bombshell), regia di Jay Roach (2019)
- Tom & Jerry, regia di Tim Story (2021)
- La furia di un uomo - Wrath of Man (Wrath of Man), regia di Guy Ritchie (2021)
- Home Sweet Home Alone - Mamma, ho perso l'aereo (Home Sweet Home Alone), regia di Dan Mazer (2021)
- The Good House, regia di Maya Forbes e Wally Wolodarsky (2021)
- Nella bolla (The Bubble), regia di Judd Apatow (2022)
- Mission: Impossible - Dead Reckoning, regia di Christopher McQuarrie (2023)
- La probabilità statistica dell'amore a prima vista (Love at First Sight), regia Vanessa Caswill (2023)
- Argylle - La super spia (Argylle), regia di Matthew Vaughn (2024)
- Deadpool & Wolverine, regia di Shawn Levy (2024)
- Non volere volare (Northern Comfort), regia di Hafsteinn Gunnar Sigurðsson (2024)

### Televisione
- Coma, Period. – serie TV, 10 episodi (2009)
- Outer Space Astronauts – serie TV, episodio 1x05 (2009)
- Key and Peele – serie TV, episodi 1x04-1x07-2x09 (2012)
- Cougar Town – serie TV, episodio 4x15 (2013)
- Burning Love – serie TV, episodi 3x01-3x02-3x14 (2013)
- The Michael J. Fox Show – serie TV, episodio 1x18 (2014)
- Catastrophe – serie TV, 24 episodi (2015-2019)
- Trust – serie TV, episodio 1x07 (2018)
- Bitz & Bob – serie animata, 41 episodi (2018) – voce
- Birdgirl – serie animata, 6 episodi (2021) – voce
- L'uomo che cadde sulla Terra (The Man Who Fell to Earth) – serie TV, 8 episodi (2022)
- Ragazze elettriche (The Power) – serie TV, episodi 1x03-1x08 (2023)
- Black Mirror – serie TV, episodio 6x01 (2023)
- Bad Monkey – serie TV, 10 episodi (2024)
- Dying for Sex, regia di Shannon Murphy e Chris Teague – miniserie TV, 6 puntate (2025)

## Doppiatori italiani
Nelle versioni in italiano delle opere in cui ha recitato, Rob Delaney è stato doppiato da:
- Marco Manca in Deadpool 2, Home Sweet Home Alone - Mamma, ho perso l'aereo, Deadpool & Wolverine
- Stefano Alessandroni in Black Mirror, L'uomo che cadde sulla Terra, Bad Monkey
- Massimo De Ambrosis in Tom & Jerry, Nella bolla
- Stefano Crescentini in Attenti a quelle due
- Francesco De Francesco in Fast & Furious - Hobbs & Shaw
- Guido Di Naccio in Last Christmas
- Alessio Cigliano in Bombshell - La voce dello scandalo
- Sergio Lucchetti in La furia di un uomo - Wrath of Man
- Massimo Bitossi in La probabilità statistica dell'amore a prima vista
- Gabriele Tacchi in Mission: Impossible - Dead Reckoning
- Simone D'Andrea in Ragazze elettriche
- Vittorio Guerrieri in Non volere volare

Da doppiatore è sostituito da:
- Gabriele Tacchi in Mission: Impossible - The Final Reckoning